# Thieux (Oise)
Pour les articles homonymes, voir Thieux.
Thieux est une commune française située dans le département de l'Oise, en région Hauts-de-France.
Ses habitants sont appelés les Thilsois et les Thilsoises.

## Géographie
La commune est traversée par le méridien de Paris, matérialisé par la méridienne verte.
|                     | Campremy |           |
| Noyers-Saint-Martin | Thieux   | Wavignies |
|                     | Bucamps  |           |

### Hydrographie
La commune est traversée par la ligne de partage des eaux entre les bassins hydrographiques Artois-Picardie et Seine-Normandie. Elle n'est drainée par aucun cours d'eau.

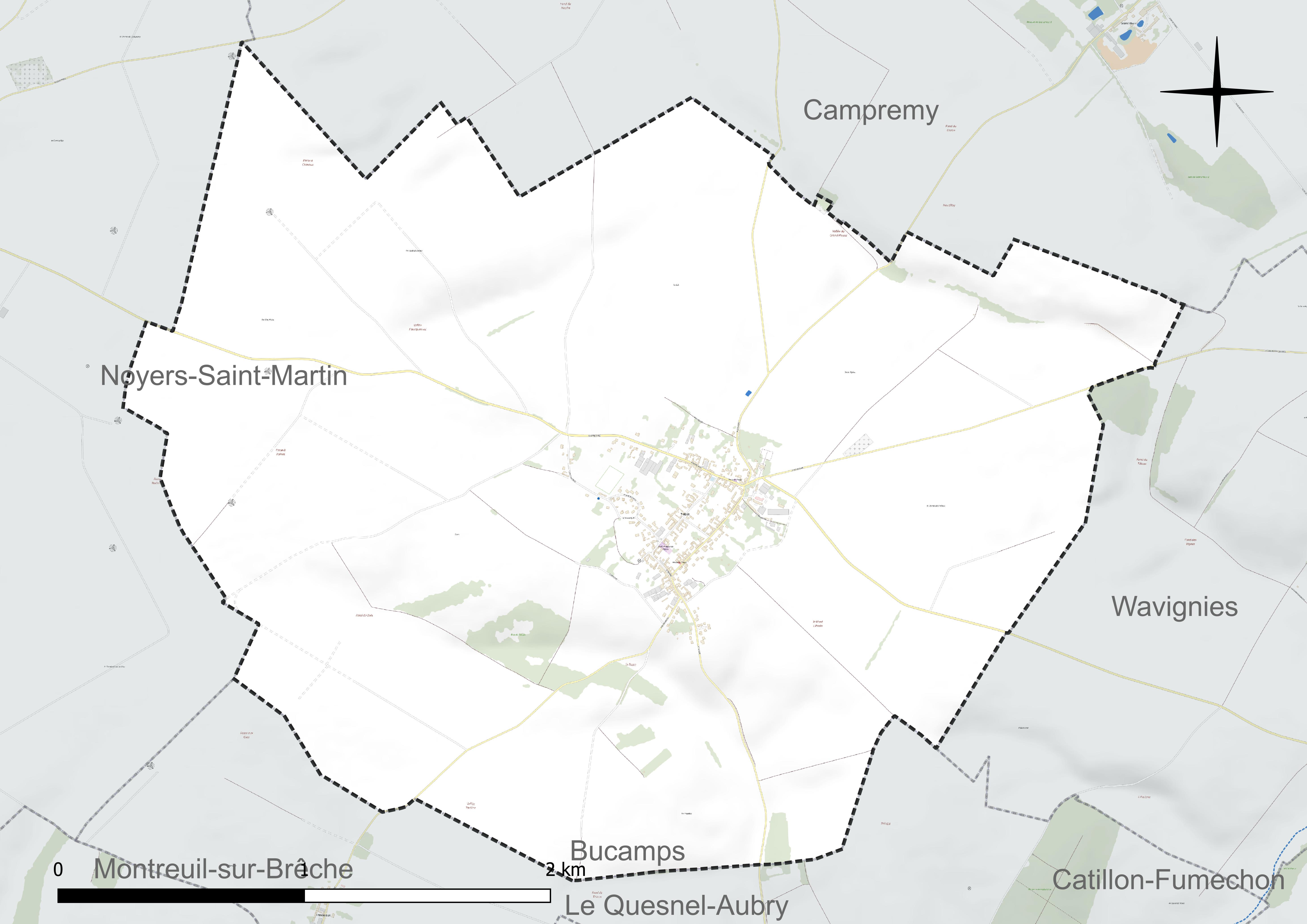
Réseau hydrographique de Thieux.

### Climat
Pour des articles plus généraux, voir Climat des Hauts-de-France et Climat de l'Oise.
En 2010, le climat de la commune est de type climat océanique dégradé des plaines du Centre et du Nord, selon une étude du CNRS s'appuyant sur une série de données couvrant la période 1971-2000. En 2020, Météo-France publie une typologie des climats de la France métropolitaine dans laquelle la commune est exposée à un climat océanique et est dans la région climatique  Nord-est du bassin Parisien, caractérisée par un ensoleillement médiocre, une pluviométrie moyenne régulièrement répartie au cours de l'année et un hiver froid (3 °C). 
Pour la période 1971-2000, la température annuelle moyenne est de 10,3 °C, avec une amplitude thermique annuelle de 14,3 °C. Le cumul annuel moyen de précipitations est de 720 mm, avec 11,4 jours de précipitations en janvier et 8,2 jours en juillet. Pour la période 1991-2020, la température moyenne annuelle observée sur la station météorologique la plus proche, située sur la commune de Rouvroy-les-Merles à 12 km à vol d'oiseau, est de 10,7 °C et le cumul annuel moyen de précipitations est de 647,9 mm,. Pour l'avenir, les paramètres climatiques de la commune estimés pour 2050 selon différents scénarios d'émission de gaz à effet de serre sont consultables sur un site dédié publié par Météo-France en novembre 2022.

## Urbanisme

### Typologie
Au 1er janvier 2024, Thieux est catégorisée commune rurale à habitat dispersé, selon la nouvelle grille communale de densité à sept niveaux définie par l'Insee en 2022.
Elle est située hors unité urbaine. Par ailleurs la commune fait partie de l'aire d'attraction de Beauvais, dont elle est une commune de la couronne,. Cette aire, qui regroupe 162 communes, est catégorisée dans les aires de 50 000 à moins de 200 000 habitants,.

### Occupation des sols
L'occupation des sols de la commune, telle qu'elle ressort de la base de données européenne d'occupation biophysique des sols Corine Land Cover (CLC), est marquée par l'importance des territoires agricoles (95,5 % en 2018), une proportion sensiblement équivalente à celle de 1990 (95,7 %). La répartition détaillée en 2018 est la suivante : 
terres arables (91,2 %), zones urbanisées (4,5 %), zones agricoles hétérogènes (4,3 %). L'évolution de l'occupation des sols de la commune et de ses infrastructures peut être observée sur les différentes représentations cartographiques du territoire : la carte de Cassini (XVIIIe siècle), la carte d'état-major (1820-1866) et les cartes ou photos aériennes de l'IGN pour la période actuelle (1950 à aujourd'hui).

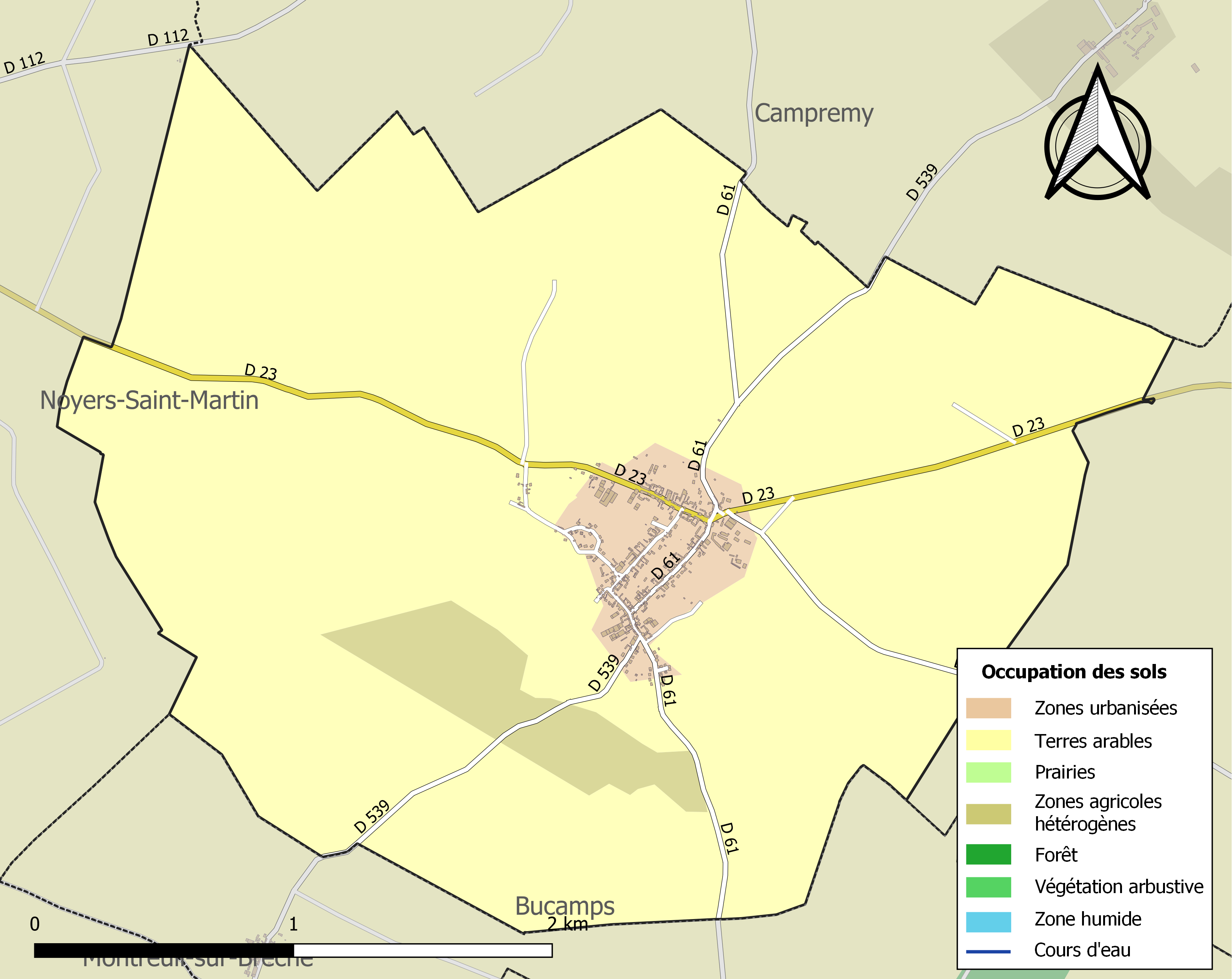
Carte des infrastructures et de l'occupation des sols de la commune en 2018 (CLC).

### Voies de communication et transports
La commune est desservie, en 2023, par les lignes 613, 619, 6103, 6109 et 6114 du réseau interurbain de l'Oise.

## Toponymie
Le nom de la localité est attesté sous les formes altare de Tilz (1119) ; altare de Tils (1119) ; essar Thielz (1139) ; Tylz (1139) ; Tielz (1147) ; Teis (1175) ; Johannes de Tuiz (1208) ; Tiux (1208) ; Tyux (1210) ; Tyuz (1210) ; Tix (1214) ; Toiz (1221) ; Tyls (1231) ; Teilz (1240) ; Thieux (1240) ; Tils (1240) ; Jehans de Tieus (1241) ; Tilx (1242) ; Johannis de Tils (1242) ; in feodo de Tius (1242) ; Johanne de Tiux (1242) ; in territorio de Tix (1256) ; juxta Thius (1265) ; Tieux (1290) ; Thiex (XIIIe) ; Tieus (1308) ; Tiex (1316) ; Thyeux (1545) ; Thieulx (1545) ; Thieuz (1584).

Thieux signifie « germanique » ou « allemand » en ancien français, « celui de langue germanique ».

## Politique et administration

### Rattachements administratifs et électoraux
La commune se trouve dans l'arrondissement de Clermont du département de l'Oise. Pour l'élection des députés, elle fait partie de la première circonscription de l'Oise.
Elle faisait partie depuis 1801 du canton de Froissy. Dans le cadre du redécoupage cantonal de 2014 en France, la commune fait désormais partie du canton de Saint-Just-en-Chaussée.

### Intercommunalité
La commune faisait partie de la communauté de communes des Vallées de la Brèche et de la Noye créée fin 1992.
Dans le cadre des dispositions de la loi portant nouvelle organisation territoriale de la République (Loi NOTRe) du 7 août 2015, qui prévoit que les établissements publics de coopération intercommunale (EPCI) à fiscalité propre doivent avoir un minimum de 15 000 habitants, le préfet de l'Oise a publié en octobre 2015 un projet de nouveau schéma départemental de coopération intercommunale, qui prévoit la fusion de plusieurs intercommunalités, et notamment celle de Crèvecœur-le-Grand (CCC) et celle des Vallées de la Brèche et de la Noye (CCVBN), soit une intercommunalité de 61 communes pour une population totale de 27 196 habitants.
Après avis favorable de la majorité des conseils communautaires et municipaux concernés, cette intercommunalité dénommée communauté de communes de l'Oise picarde et dont la commune est désormais membre, est créée au 1er janvier 2017.

### Liste des maires
| Période                                  | Période                     | Identité       | Étiquette | Qualité                         |
| ---------------------------------------- | --------------------------- | -------------- | --------- | ------------------------------- |
| Les données manquantes sont à compléter. |                             |                |           |                                 |
| 1803                                     |                             | René Masson    |           |                                 |
| Les données manquantes sont à compléter. |                             |                |           |                                 |
| mars 2001                                | 2008                        | Jacques Thomas |           |                                 |
| mars 2008                                | En cours (au 20 avril 2016) | Nadine Guigot  |           | Réélue pour le mandat 2014-2020 |

## Population et société

### Démographie

#### Évolution démographique
L'évolution du nombre d'habitants est connue à travers les recensements de la population effectués dans la commune depuis 1793. Pour les communes de moins de 10 000 habitants, une enquête de recensement portant sur toute la population est réalisée tous les cinq ans, les populations de référence des années intermédiaires étant quant à elles estimées par interpolation ou extrapolation. Pour la commune, le premier recensement exhaustif entrant dans le cadre du nouveau dispositif a été réalisé en 2006.

En 2022, la commune comptait 439 habitants, en évolution de +2,33 % par rapport à 2016 (Oise : +0,87 %, France hors Mayotte : +2,11 %).
| 1793 | 1800 | 1806 | 1821 | 1831 | 1836 | 1841 | 1846 | 1851 |
| ---- | ---- | ---- | ---- | ---- | ---- | ---- | ---- | ---- |
| 480  | 505  | 545  | 519  | 550  | 546  | 516  | 489  | 478  |

| 1856 | 1861 | 1866 | 1872 | 1876 | 1881 | 1886 | 1891 | 1896 |
| ---- | ---- | ---- | ---- | ---- | ---- | ---- | ---- | ---- |
| 475  | 468  | 441  | 407  | 374  | 372  | 326  | 344  | 331  |

| 1901 | 1906 | 1911 | 1921 | 1926 | 1931 | 1936 | 1946 | 1954 |
| ---- | ---- | ---- | ---- | ---- | ---- | ---- | ---- | ---- |
| 327  | 334  | 334  | 313  | 327  | 343  | 346  | 320  | 351  |

| 1962 | 1968 | 1975 | 1982 | 1990 | 1999 | 2006 | 2011 | 2016 |
| ---- | ---- | ---- | ---- | ---- | ---- | ---- | ---- | ---- |
| 378  | 364  | 374  | 346  | 400  | 387  | 414  | 416  | 429  |

| 2021 | 2022 | - | - | - | - | - | - | - |
| ---- | ---- | - | - | - | - | - | - | - |
| 438  | 439  | - | - | - | - | - | - | - |

#### Pyramide des âges
La population de la commune est relativement jeune.
En 2018, le taux de personnes d'un âge inférieur à 30 ans s'élève à 35,7 %, soit en dessous de la moyenne départementale (37,3 %). À l'inverse, le taux de personnes d'âge supérieur à 60 ans est de 19,9 % la même année, alors qu'il est de 22,8 % au niveau départemental.
En 2018, la commune comptait 218 hommes pour 219 femmes, soit un taux de 50,11 % de femmes, légèrement inférieur au taux départemental (51,11 %).
Les pyramides des âges de la commune et du département s'établissent comme suit.
| Hommes | Classe d’âge | Femmes |
| ------ | ------------ | ------ |
| 0,0    | 90 ou +      | 0,0    |
| 7,0    | 75-89 ans    | 7,9    |
| 13,1   | 60-74 ans    | 11,6   |
| 24,3   | 45-59 ans    | 24,2   |
| 20,1   | 30-44 ans    | 20,5   |
| 12,6   | 15-29 ans    | 18,1   |
| 22,9   | 0-14 ans     | 17,7   |

| Hommes | Classe d’âge | Femmes |
| ------ | ------------ | ------ |
| 0,5    | 90 ou +      | 1,4    |
| 5,5    | 75-89 ans    | 7,6    |
| 15,6   | 60-74 ans    | 16,3   |
| 20,8   | 45-59 ans    | 20     |
| 19,4   | 30-44 ans    | 19,4   |
| 17,6   | 15-29 ans    | 16,2   |
| 20,6   | 0-14 ans     | 19,1   |

### Enseignement
La commune avait créé avec celle de Camprémy un regroupement pédagogique scolarisant les enfants de ces deux communes.
En 2016, le schéma départemental de coopération intercommunale prévoit la fusion de ce syndicat scolaire avec celui de  Saint-André-Farivillers / Vendeuil-Caply, permettant, selon la préfecture, la mise en place de services (cantine, accueil périscolaire). Cette mutualisation pourrait conduire, à terme, à la création d'un regroupement pédagogique concentré.

### Sports
La commune abrite son association de gymnastique volontaire, créée en 1990 et qui, en 2016, compte en 49 adhérents.

## Culture locale et patrimoine

### Lieux et monuments
- Église Notre-Dame-de-l'Assomption.
- Calvaire, sur la place de l'Église.
- Le monument aux morts situé à l'intersection de la rue Notre Dame (RD 23) et de la RD 61. Il est surmonté de la statue La Victoire en chantant, réalisée par Charles Édouard Richefeu.

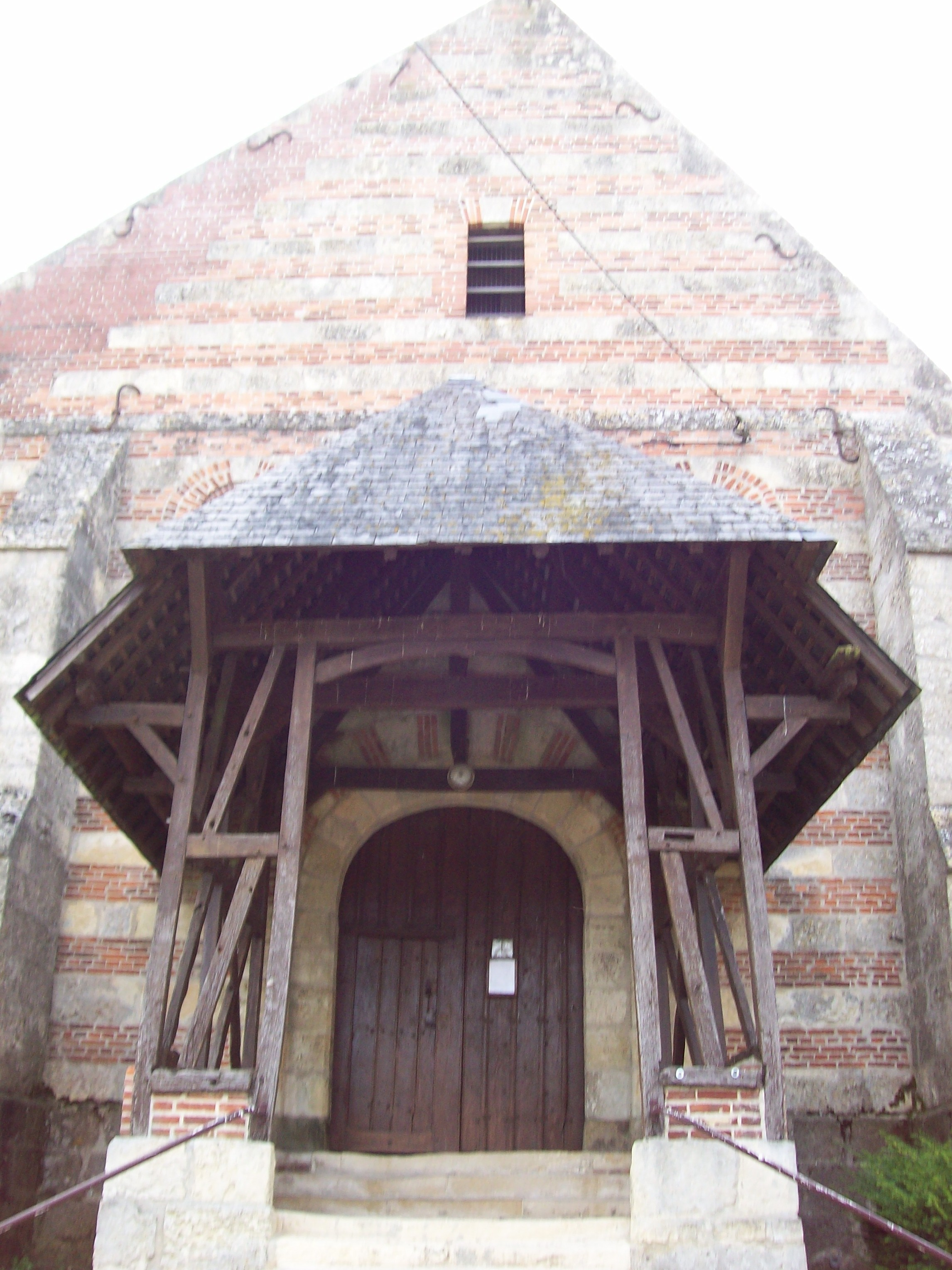
Église Notre-Dame-de-l'Assomption.
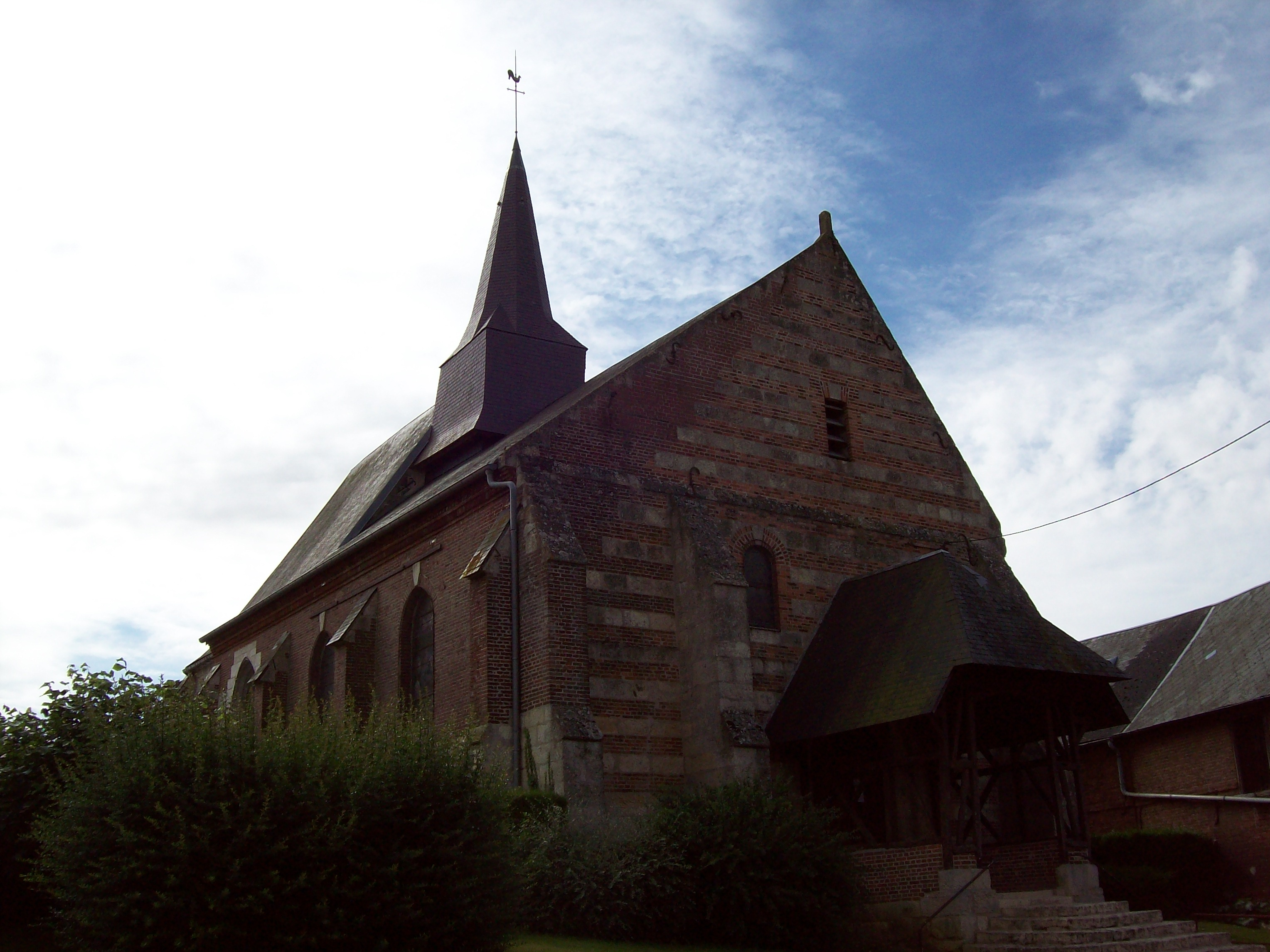
Portail de l'église Notre-Dame-de-l'Assomption.
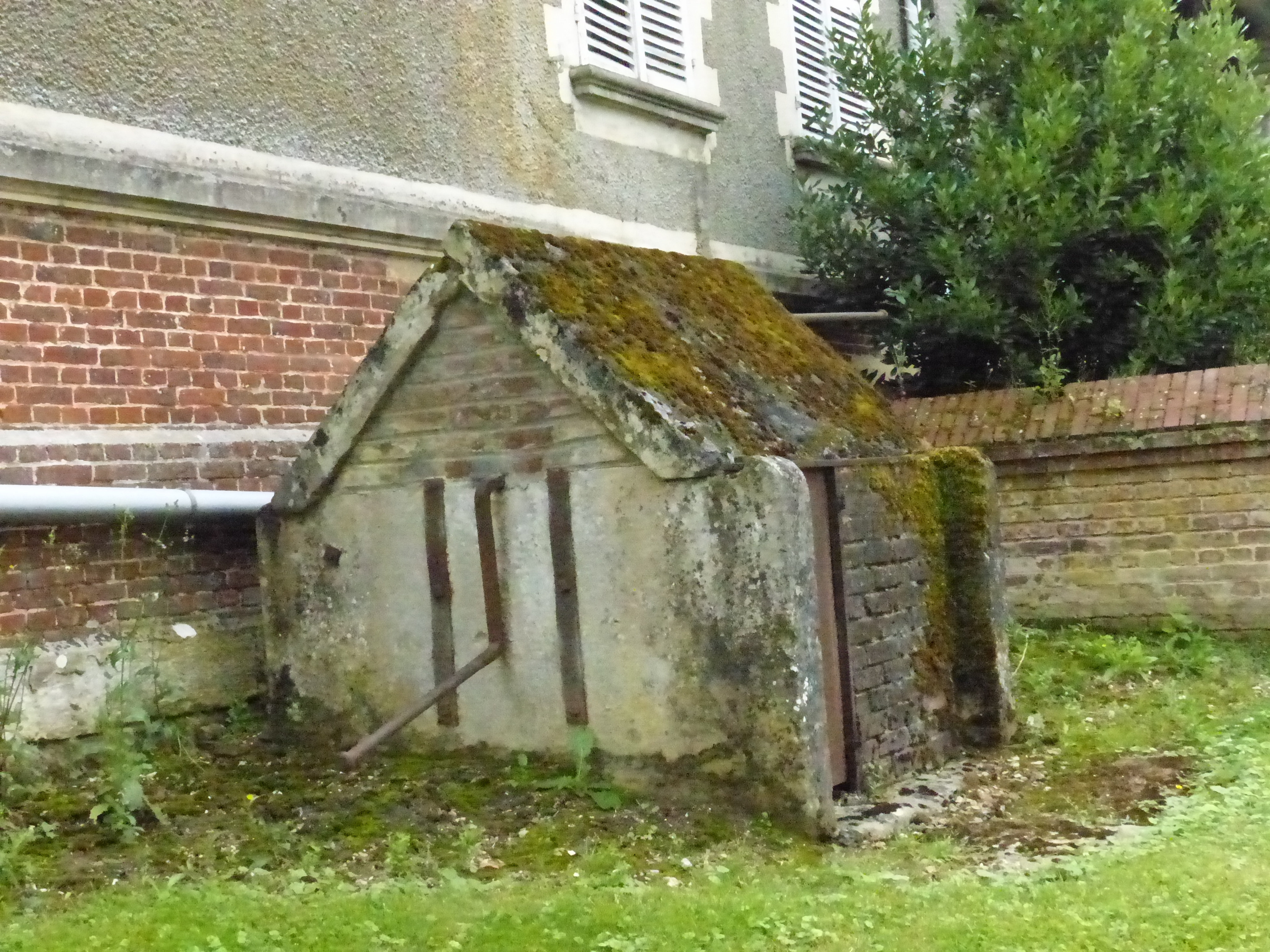
Puits, près de l'église.
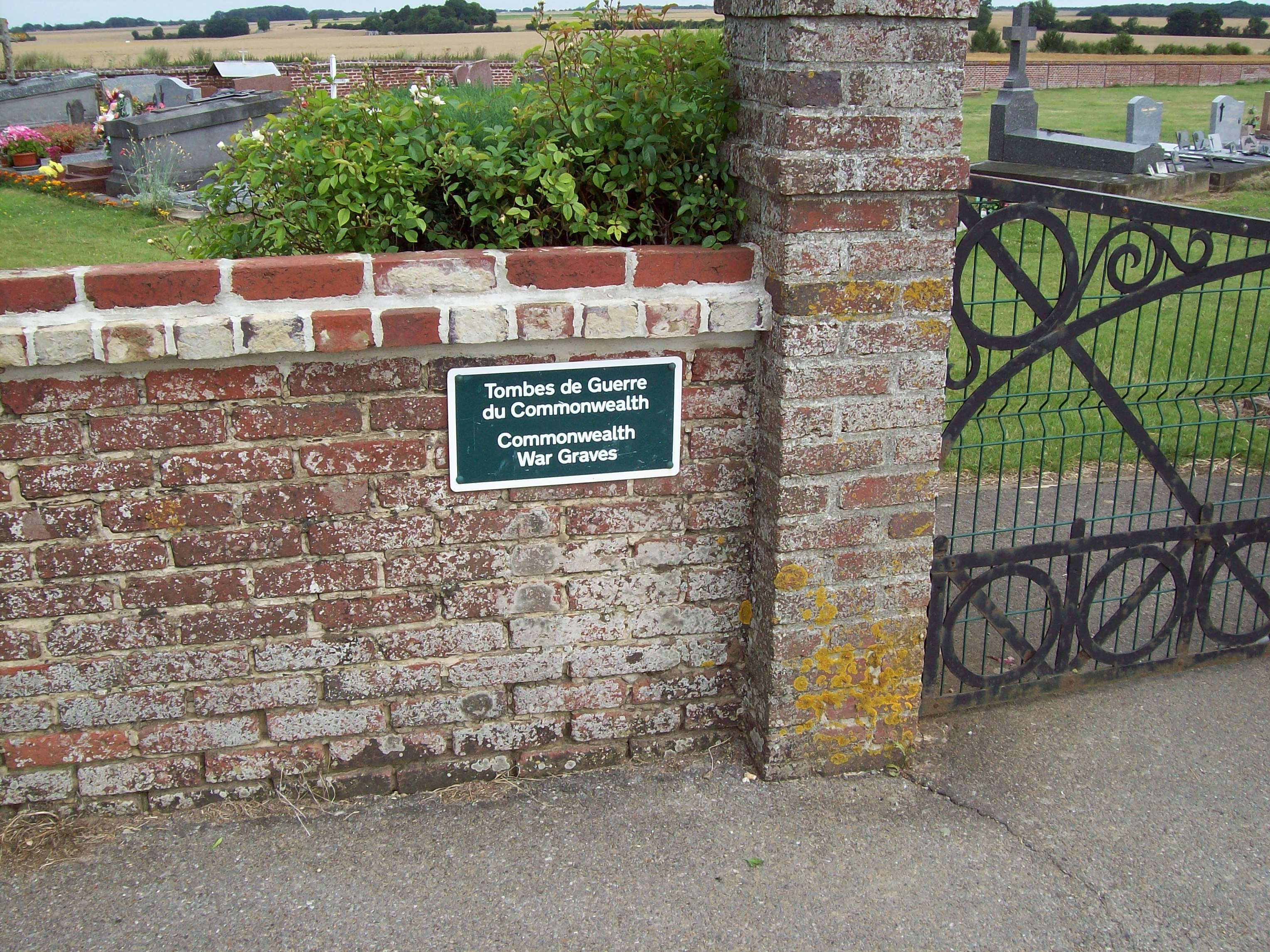
Entrée du cimetière.
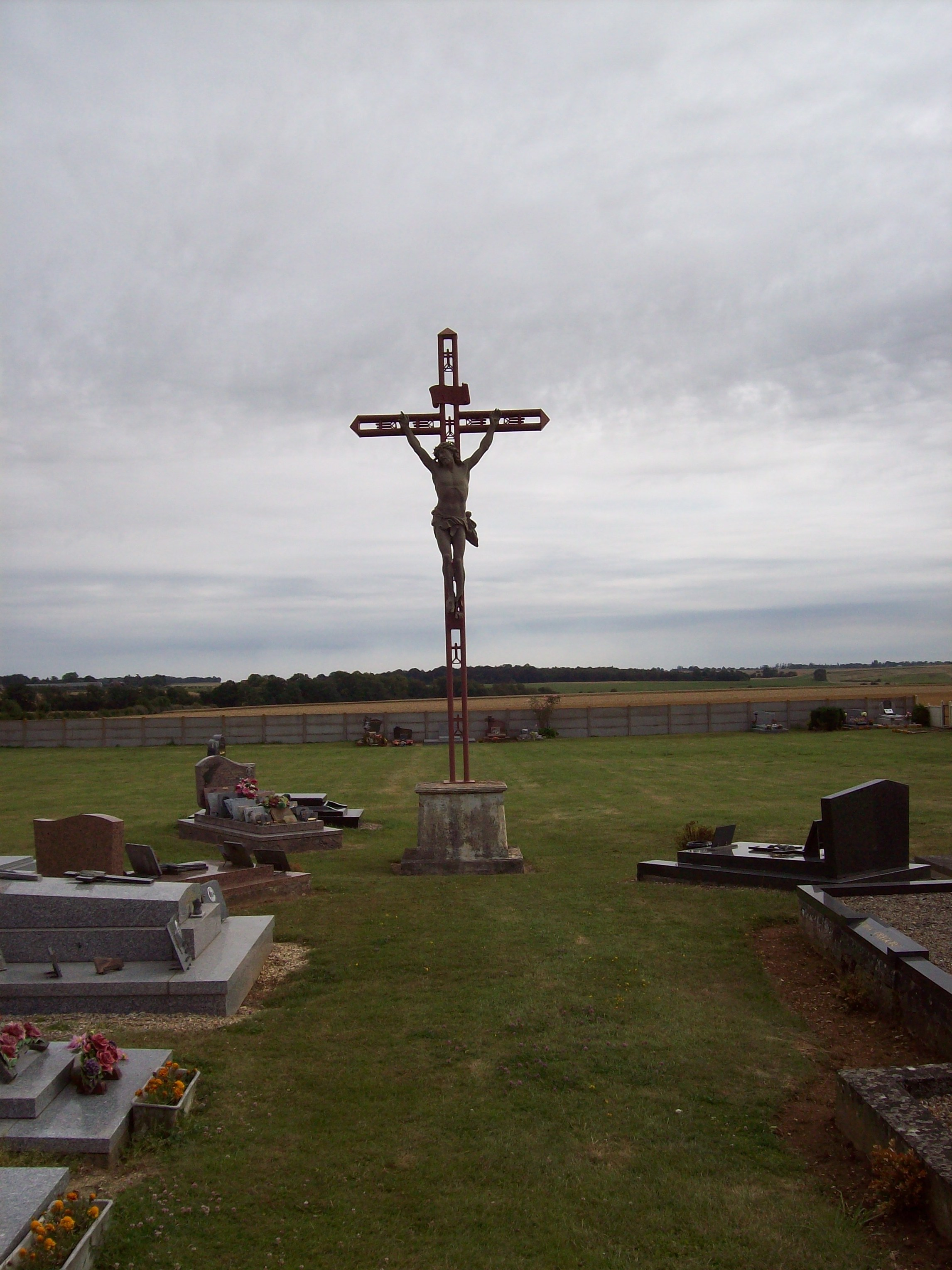
Croix dans le cimetière.
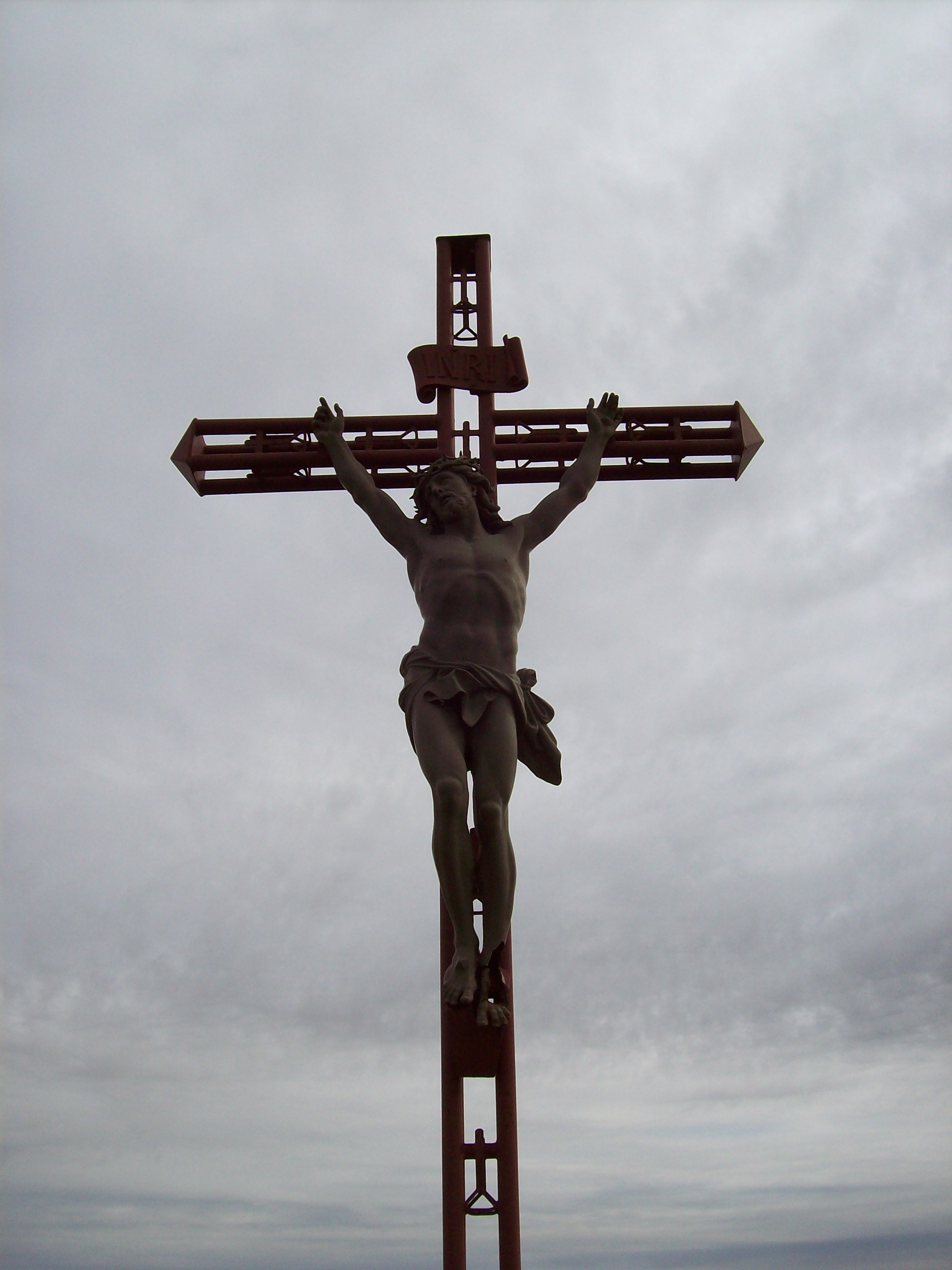
Détail de la croix dans le cimetière.
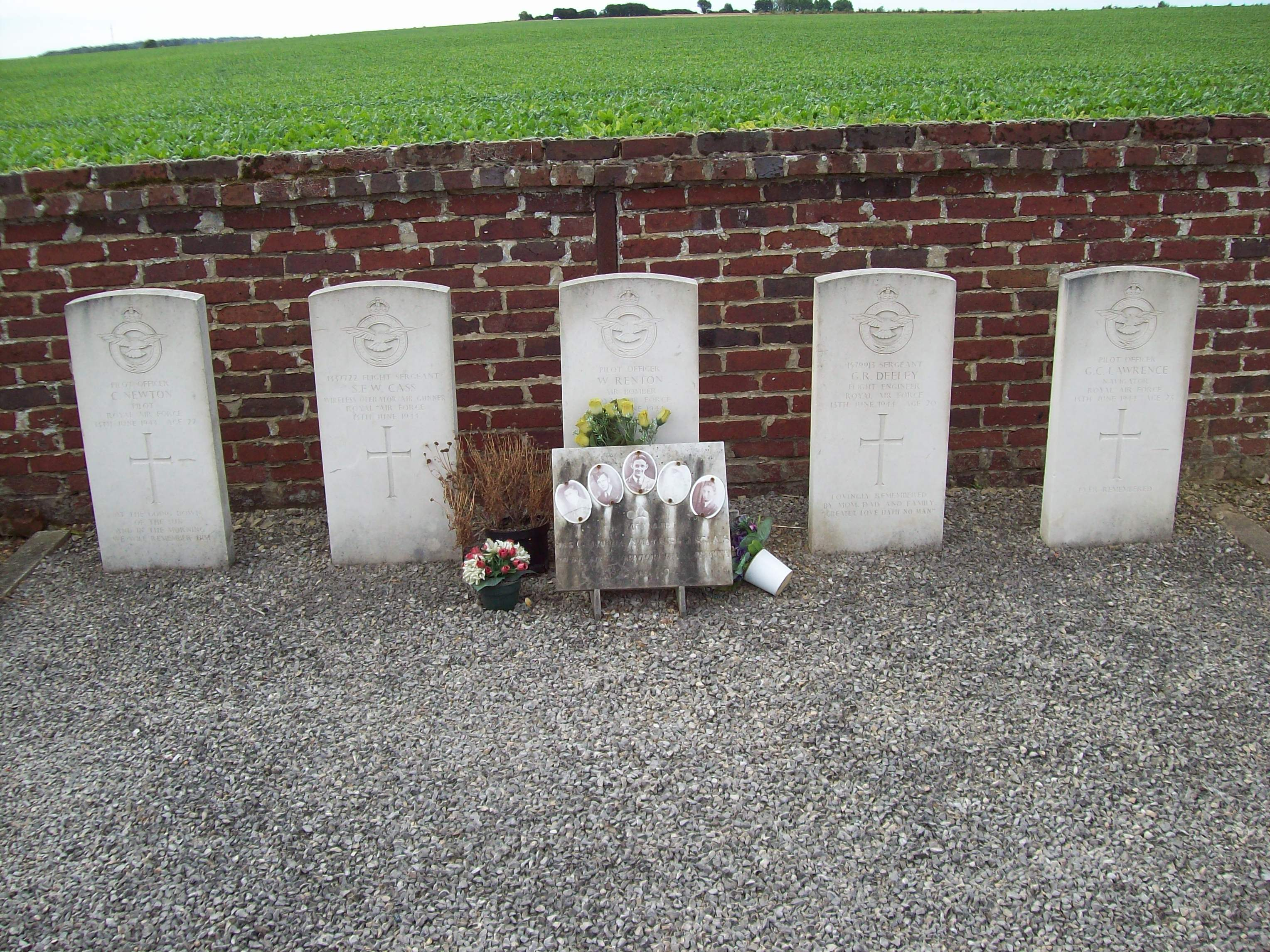
Tombes de soldats du Commonwealth dans le cimetière.
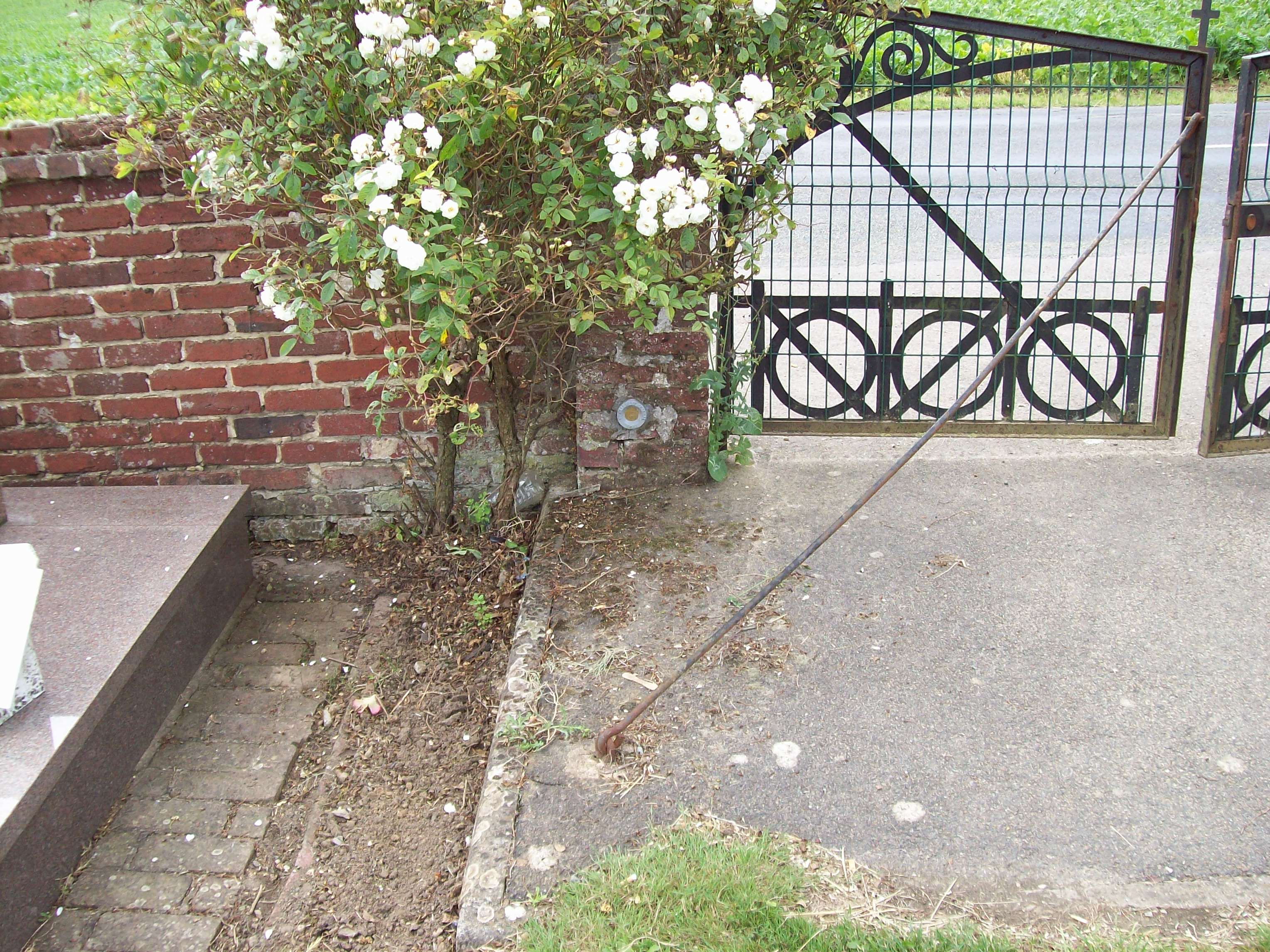
Repère de nivellement dans le cimetière.
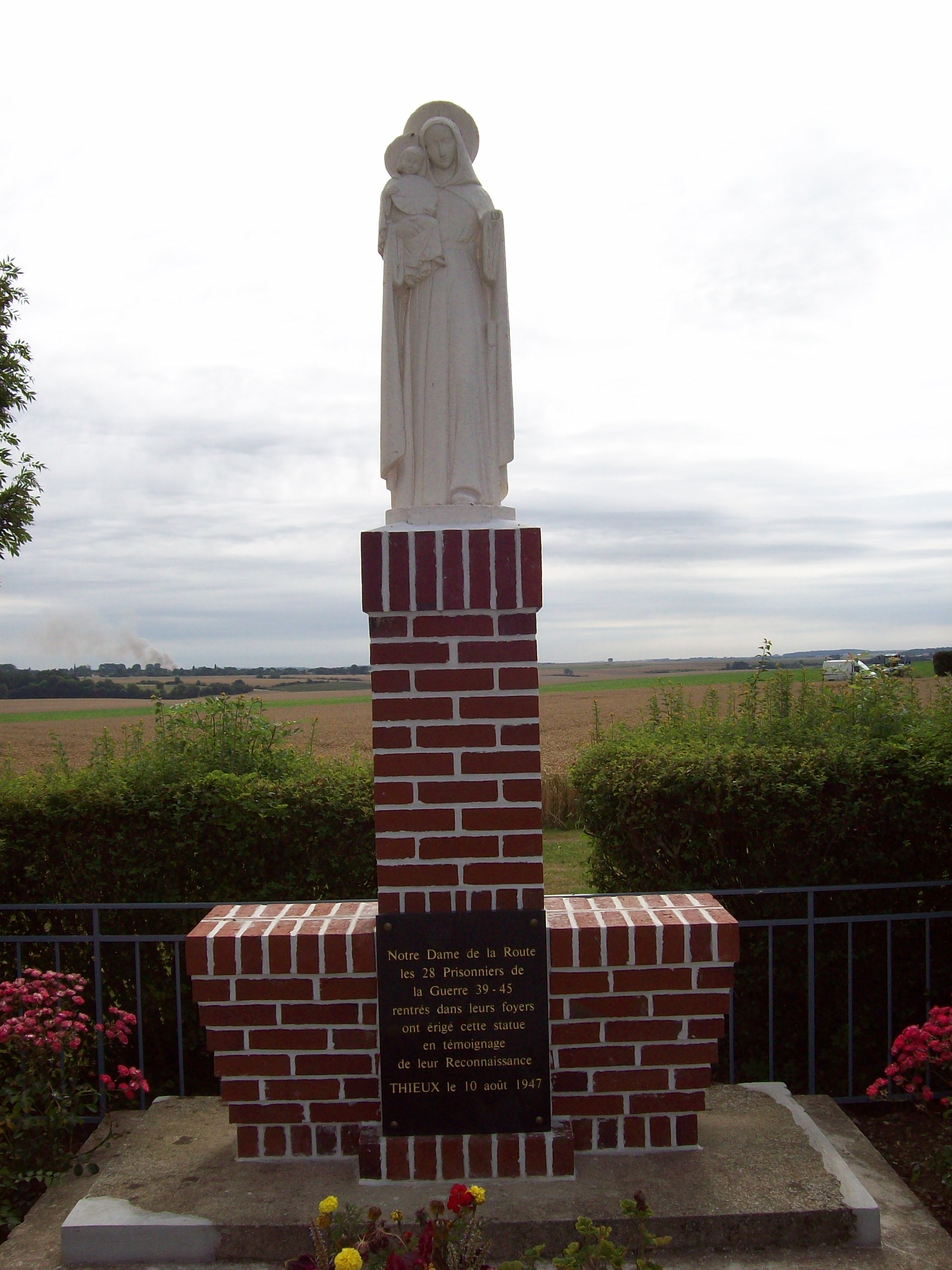
Statue Notre-Dame-de-la-Route.
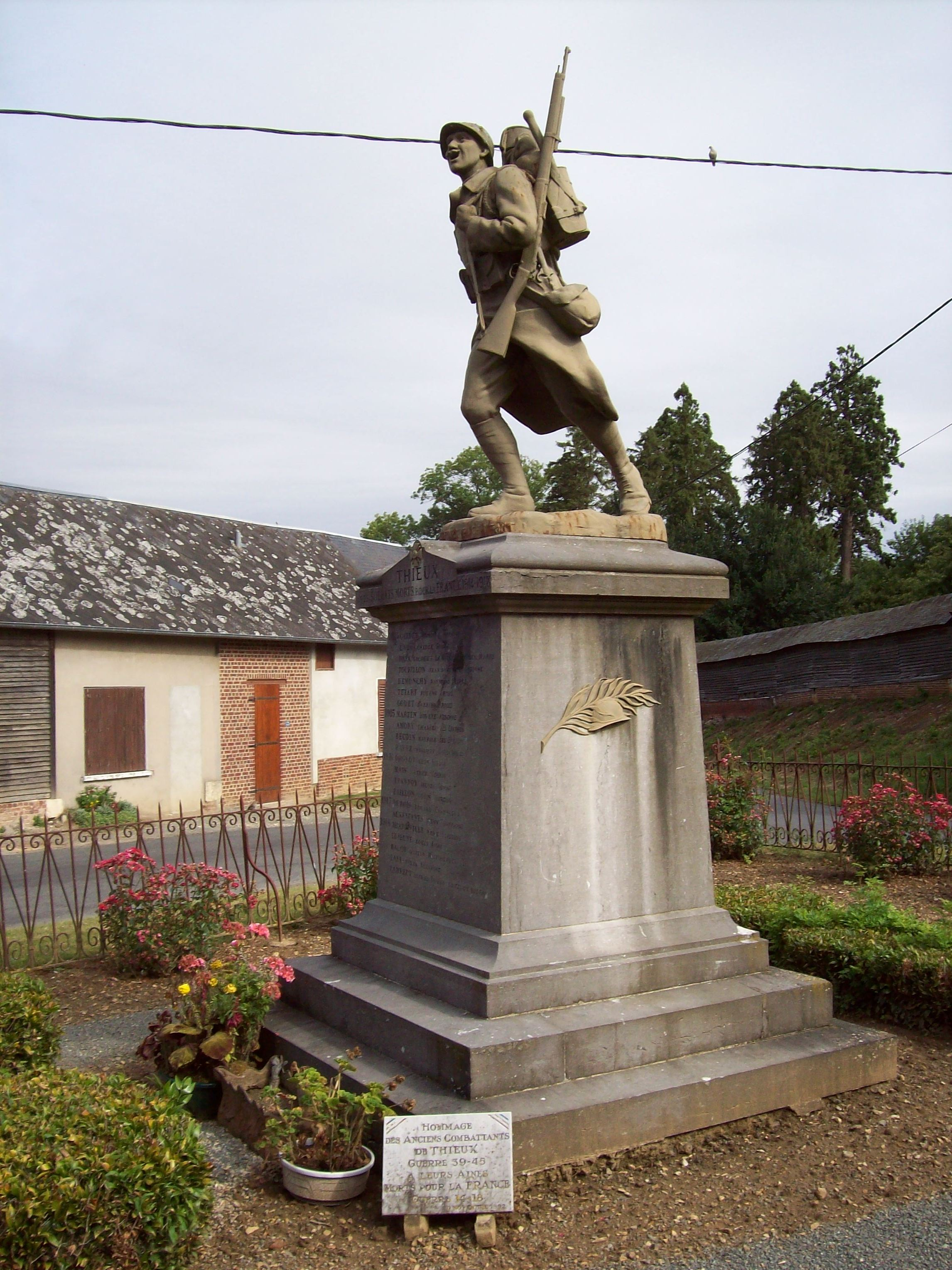
Monument aux morts.
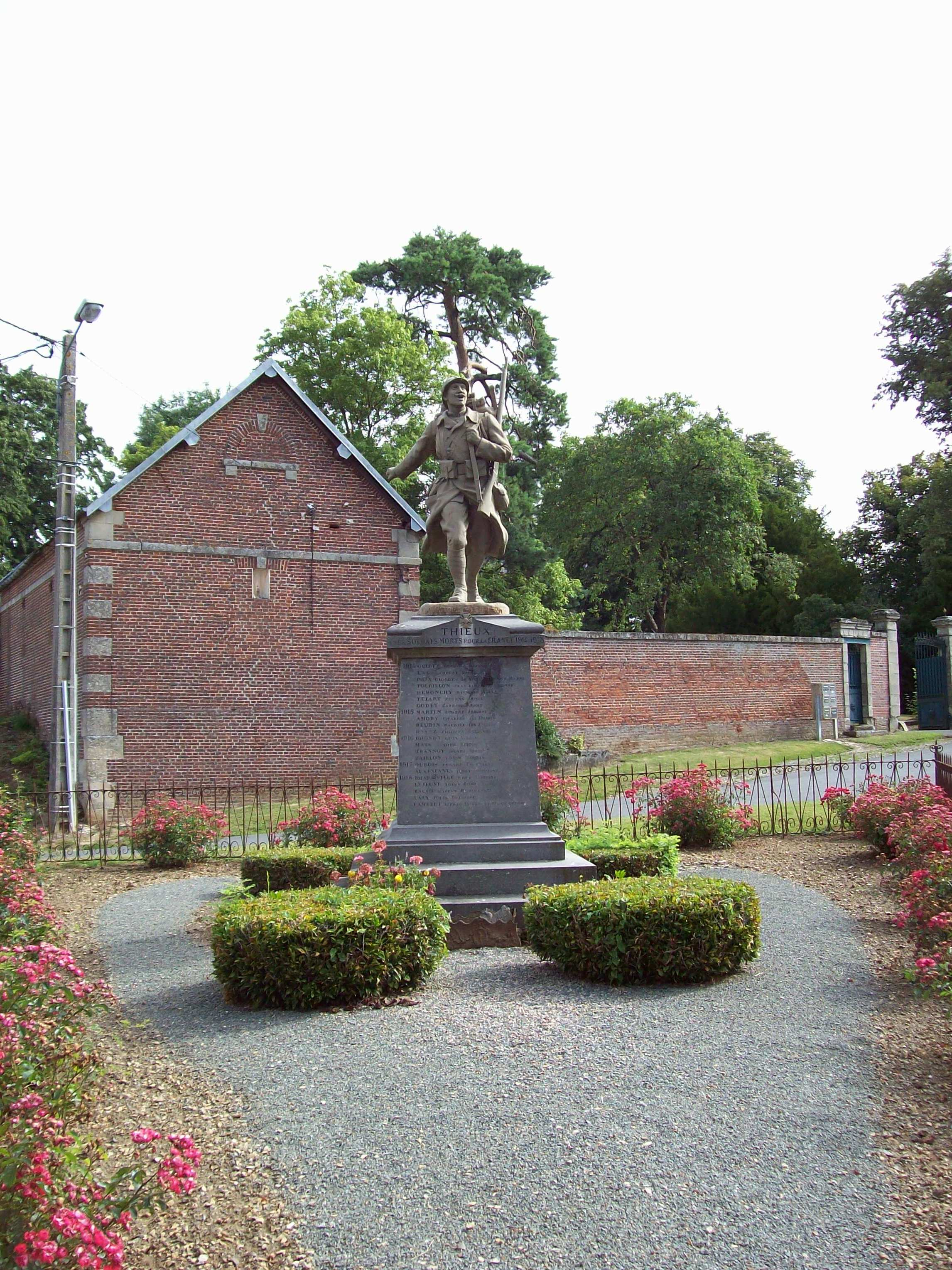
Autre vue du monument aux morts.
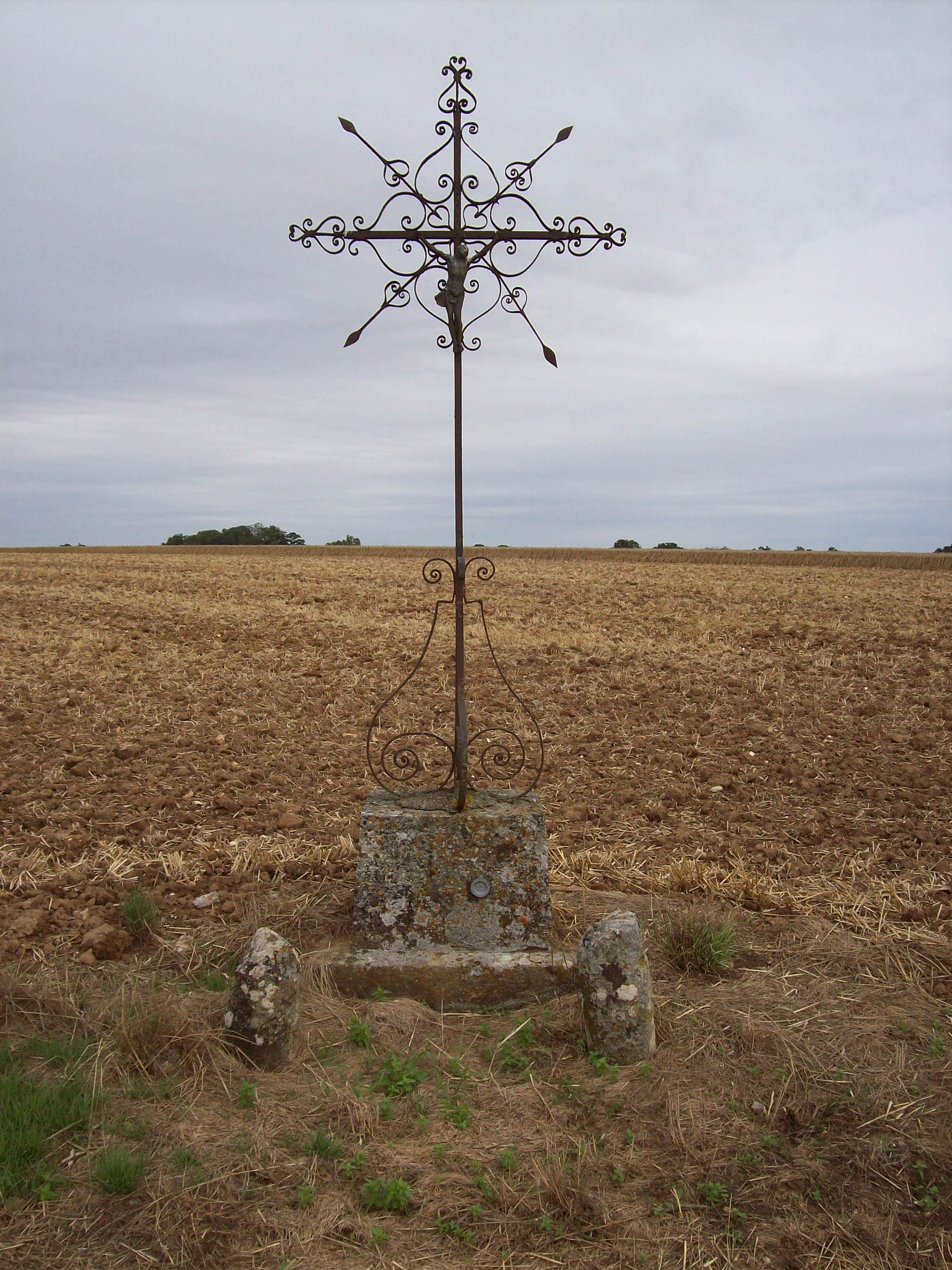
Calvaire au bord de la D 23 en direction de Wavignies, avec repère de nivellement.
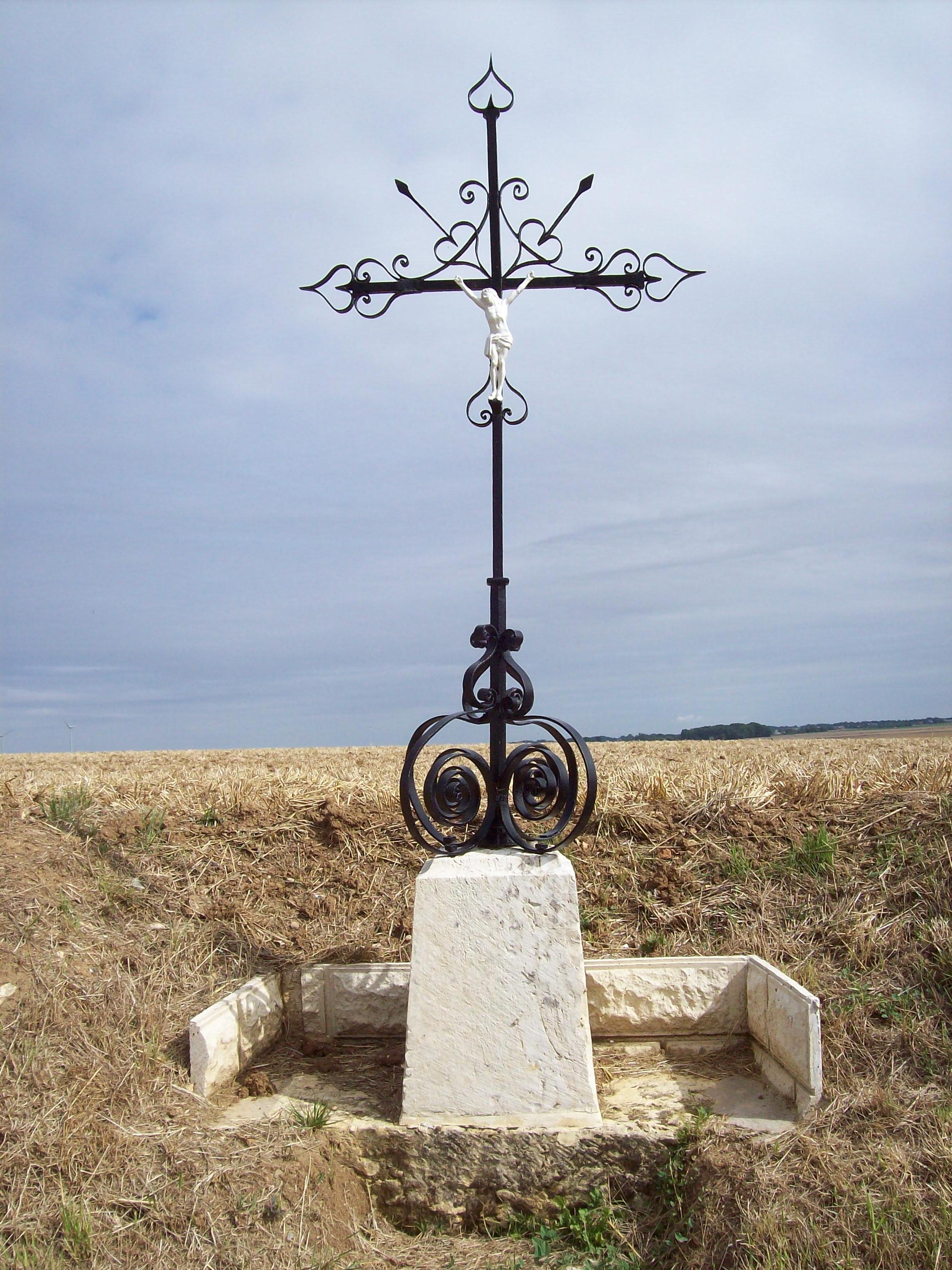
Autre calvaire au bord de la D 23, en direction de Noyers-Saint-Martin.
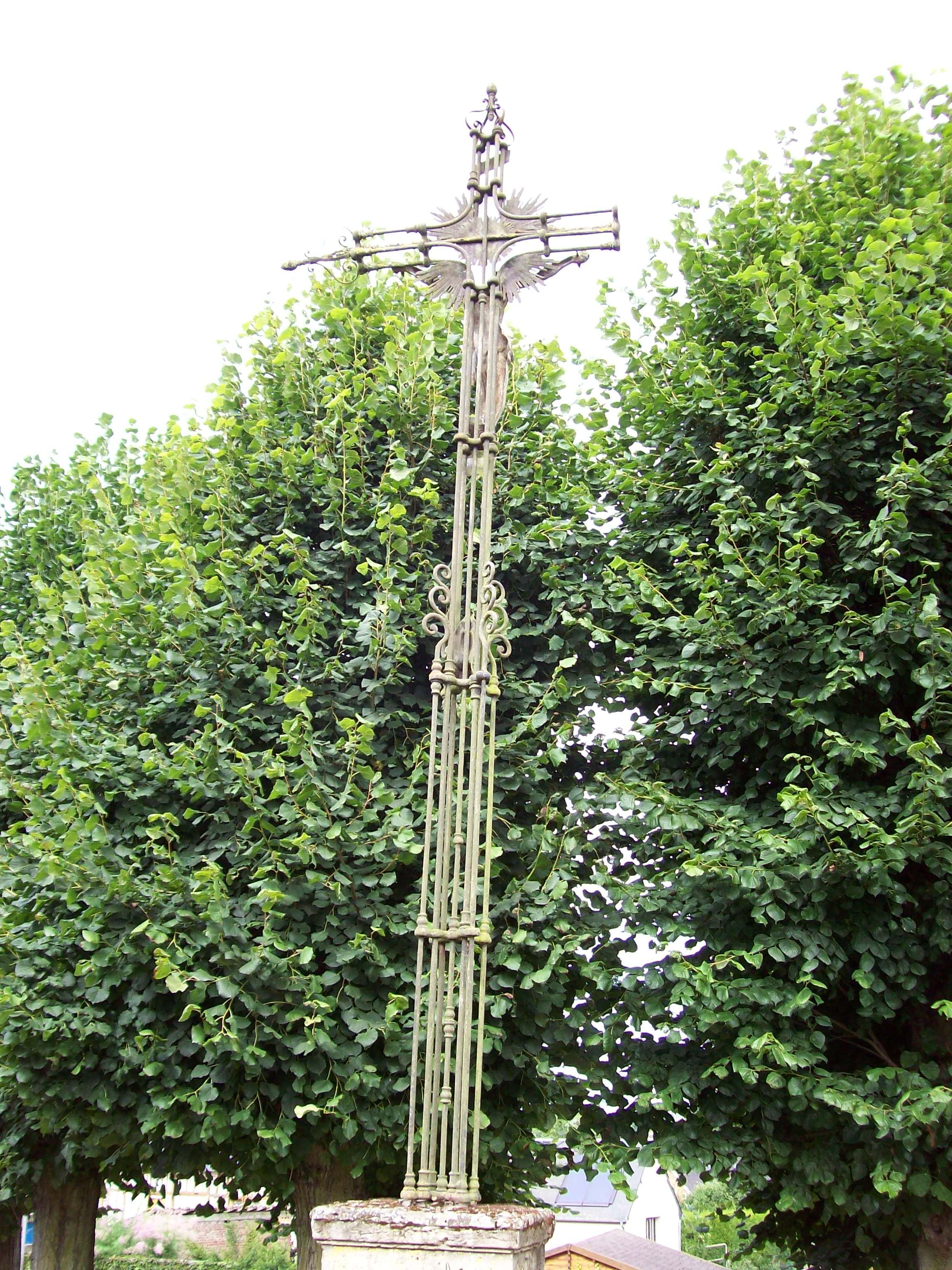
Calvaire à proximité de l'église.
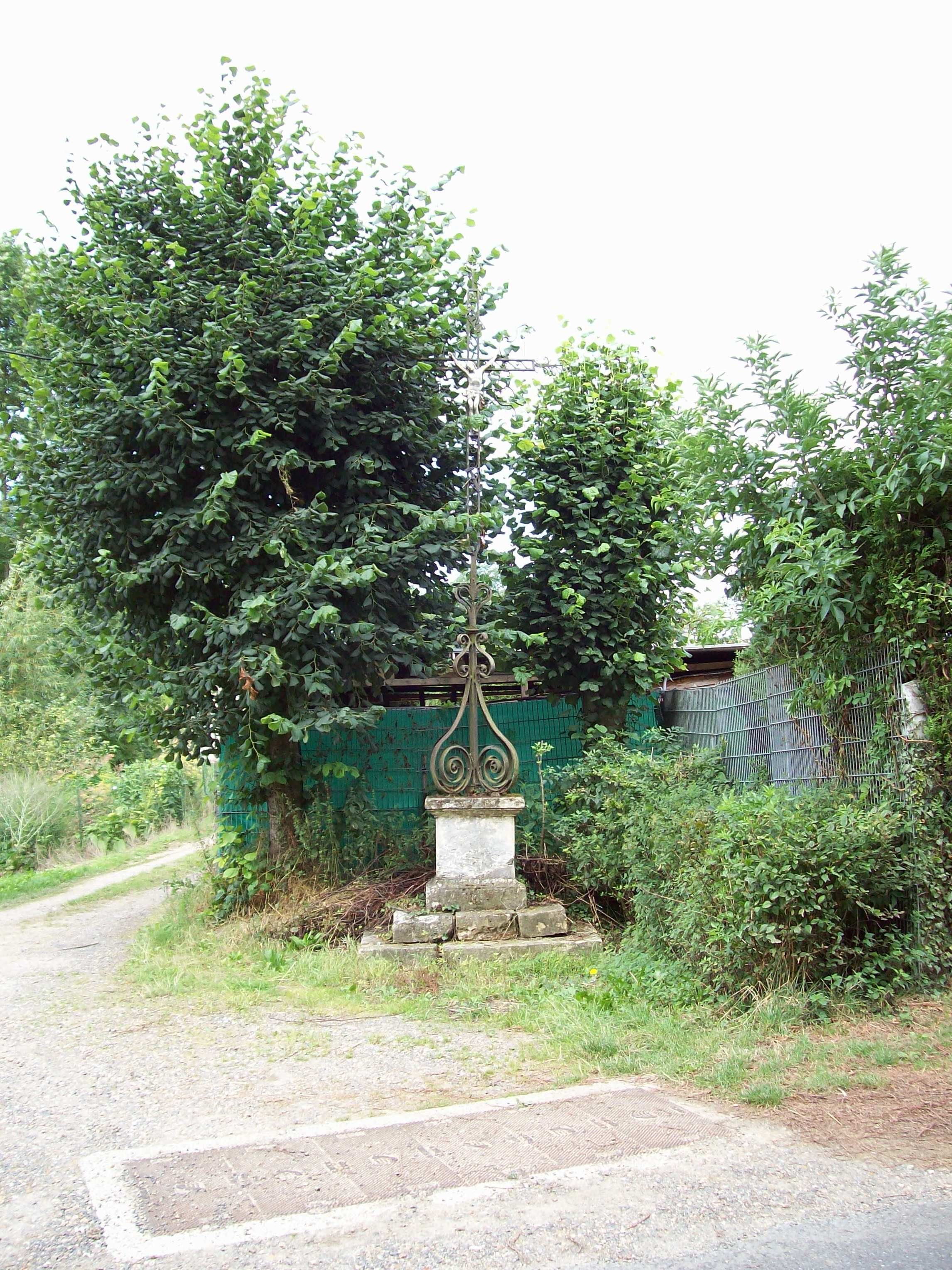
Calvaire au bord de la D 61 en direction de Campremy.
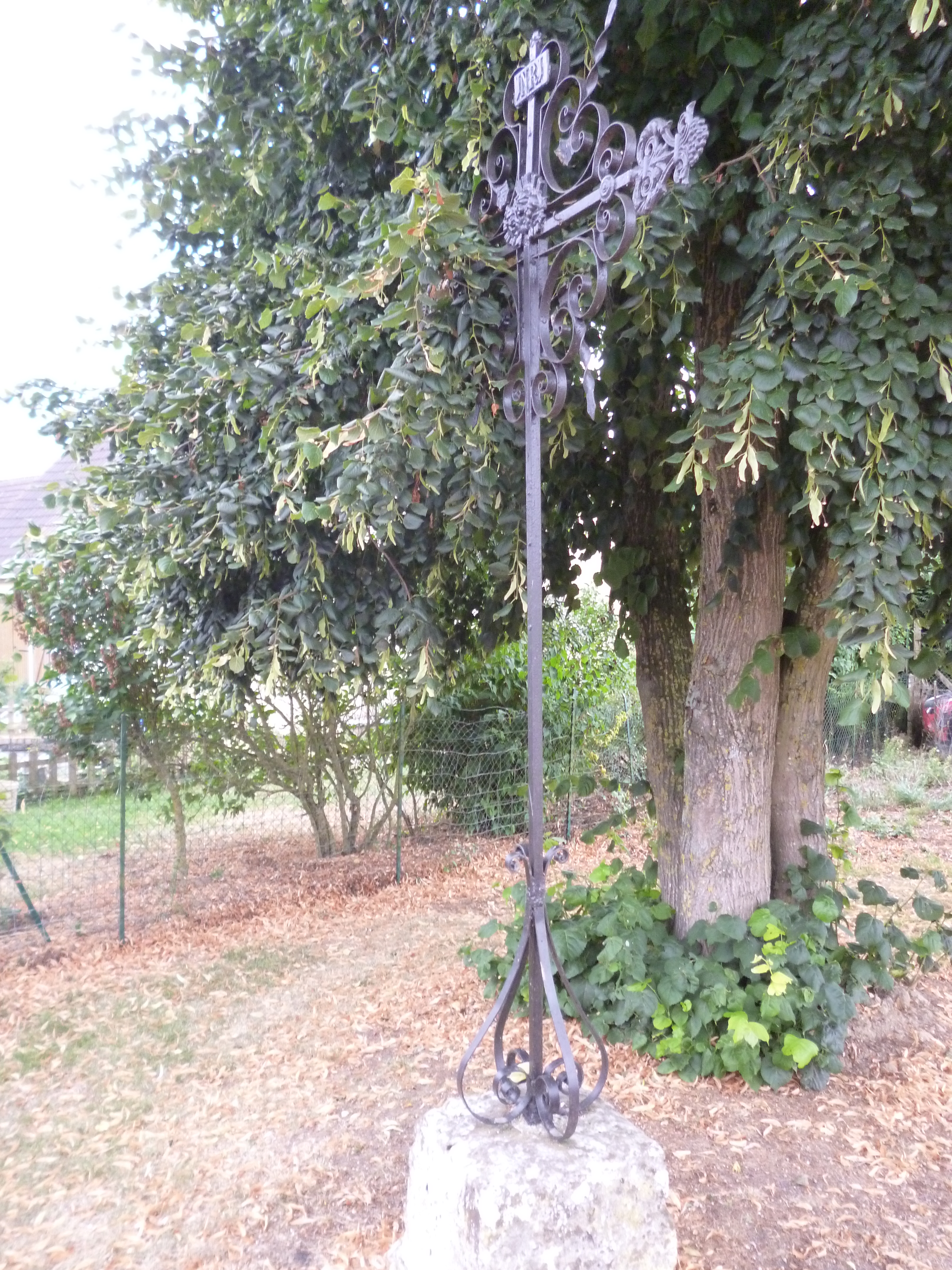
D'autres calvaires.
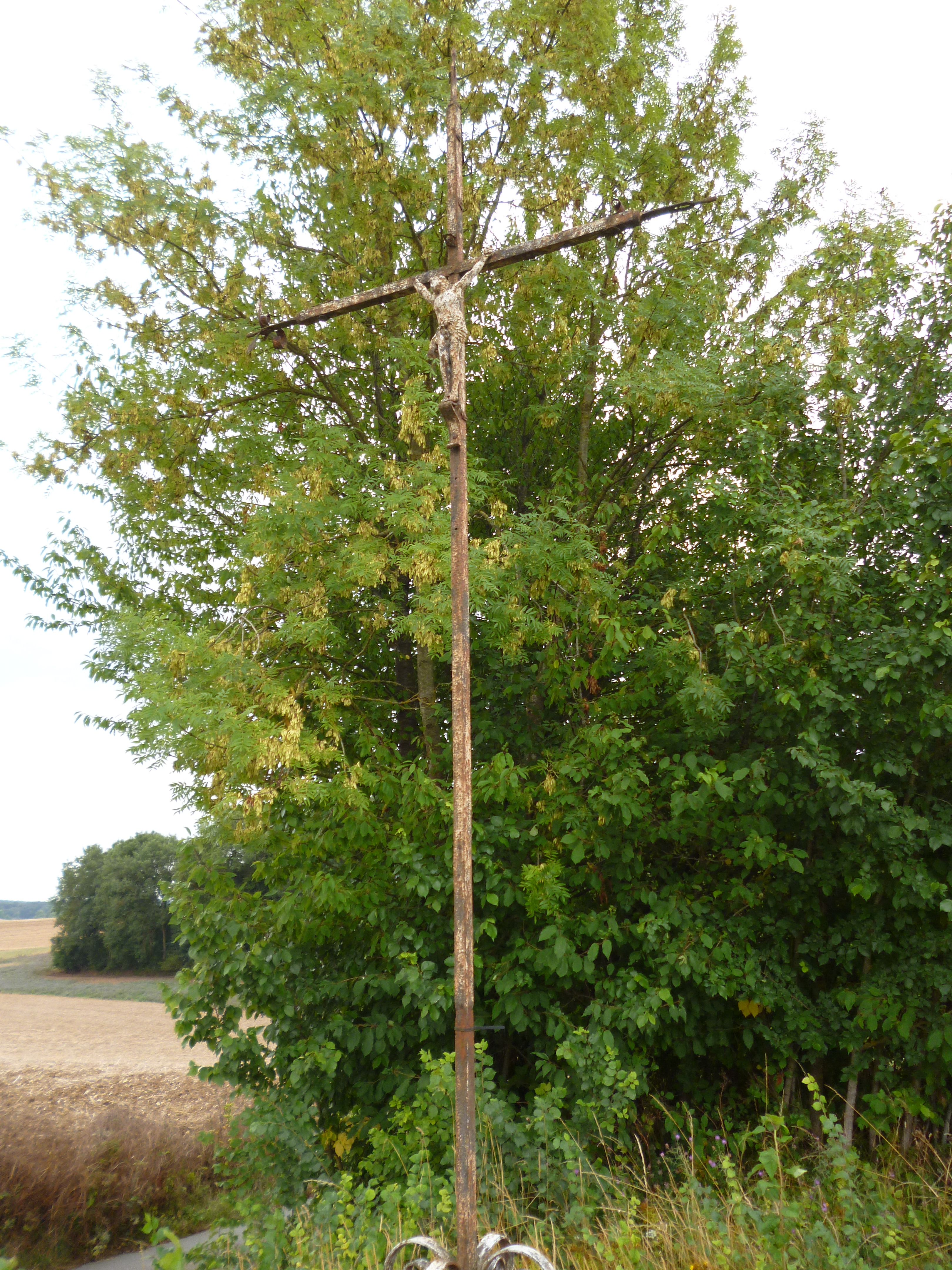
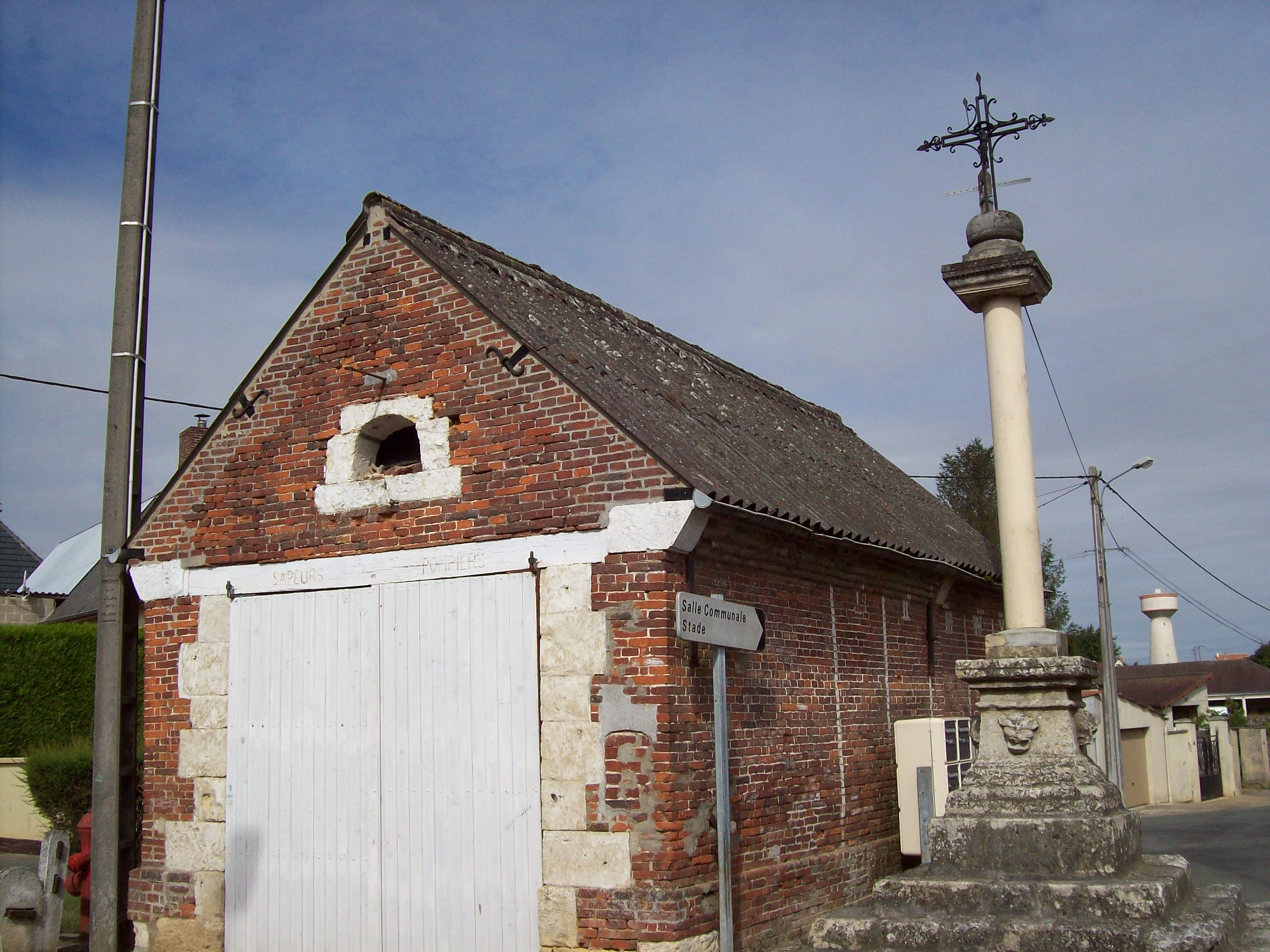
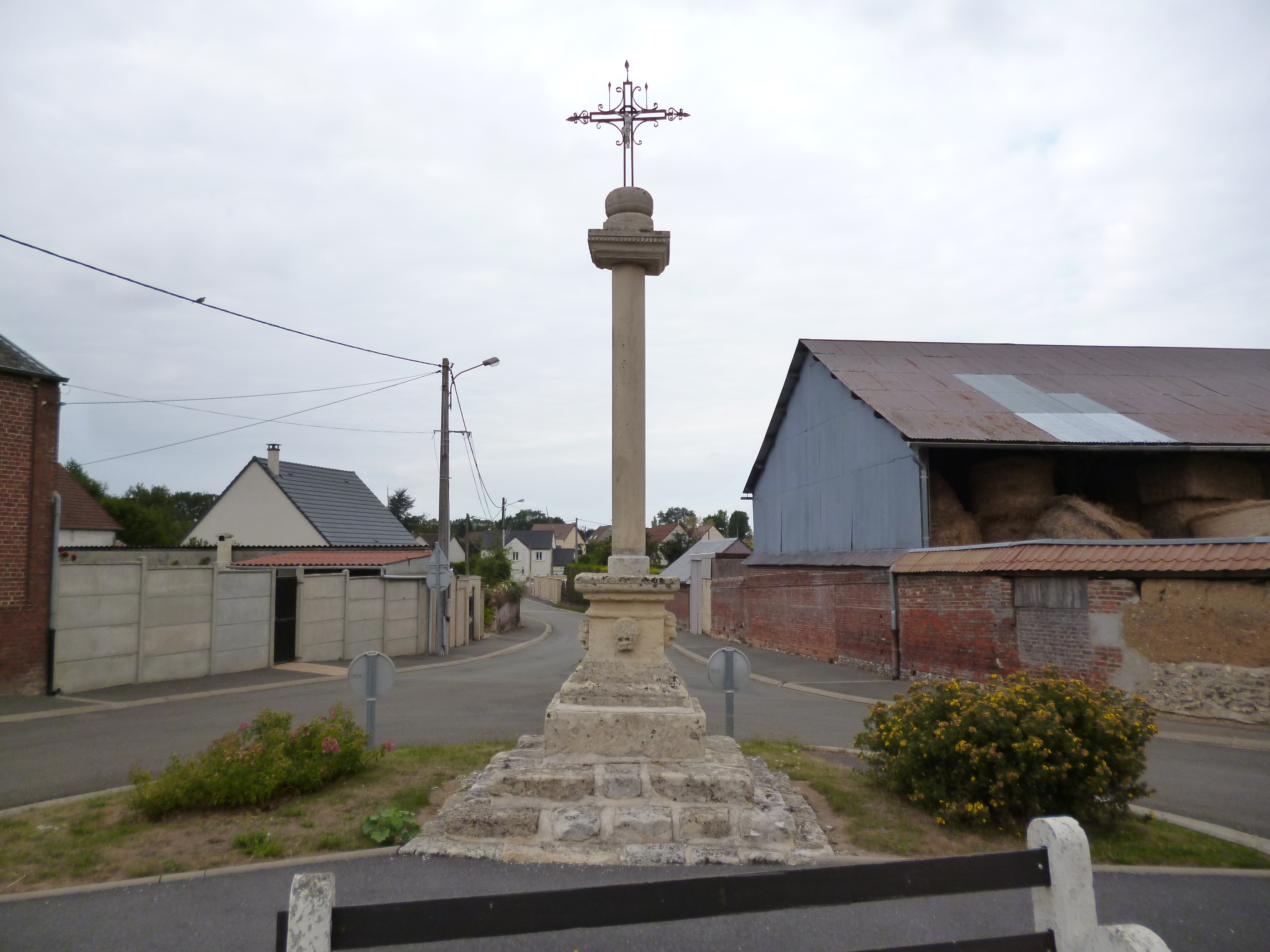
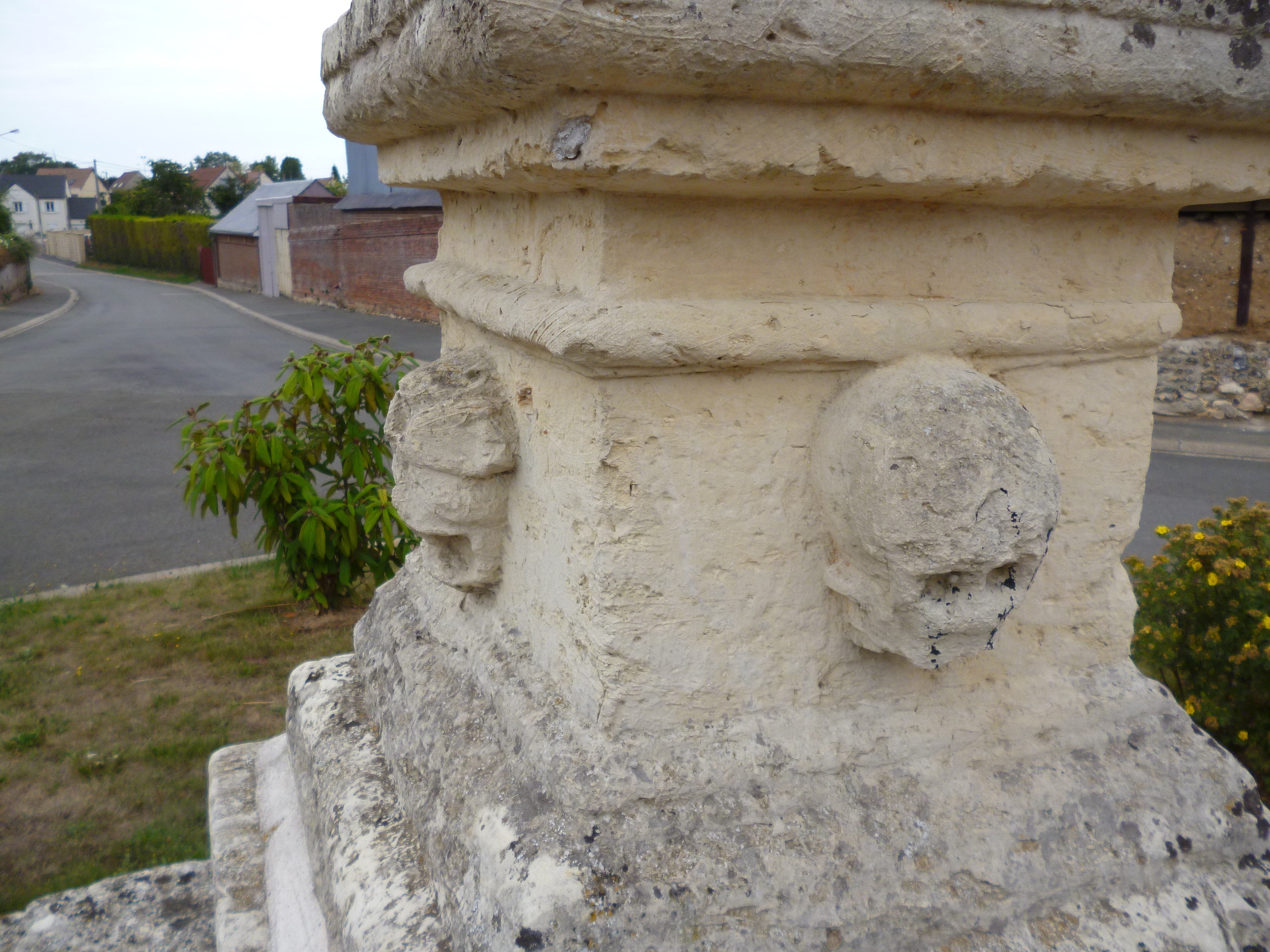
Détail de la base du calvaire.
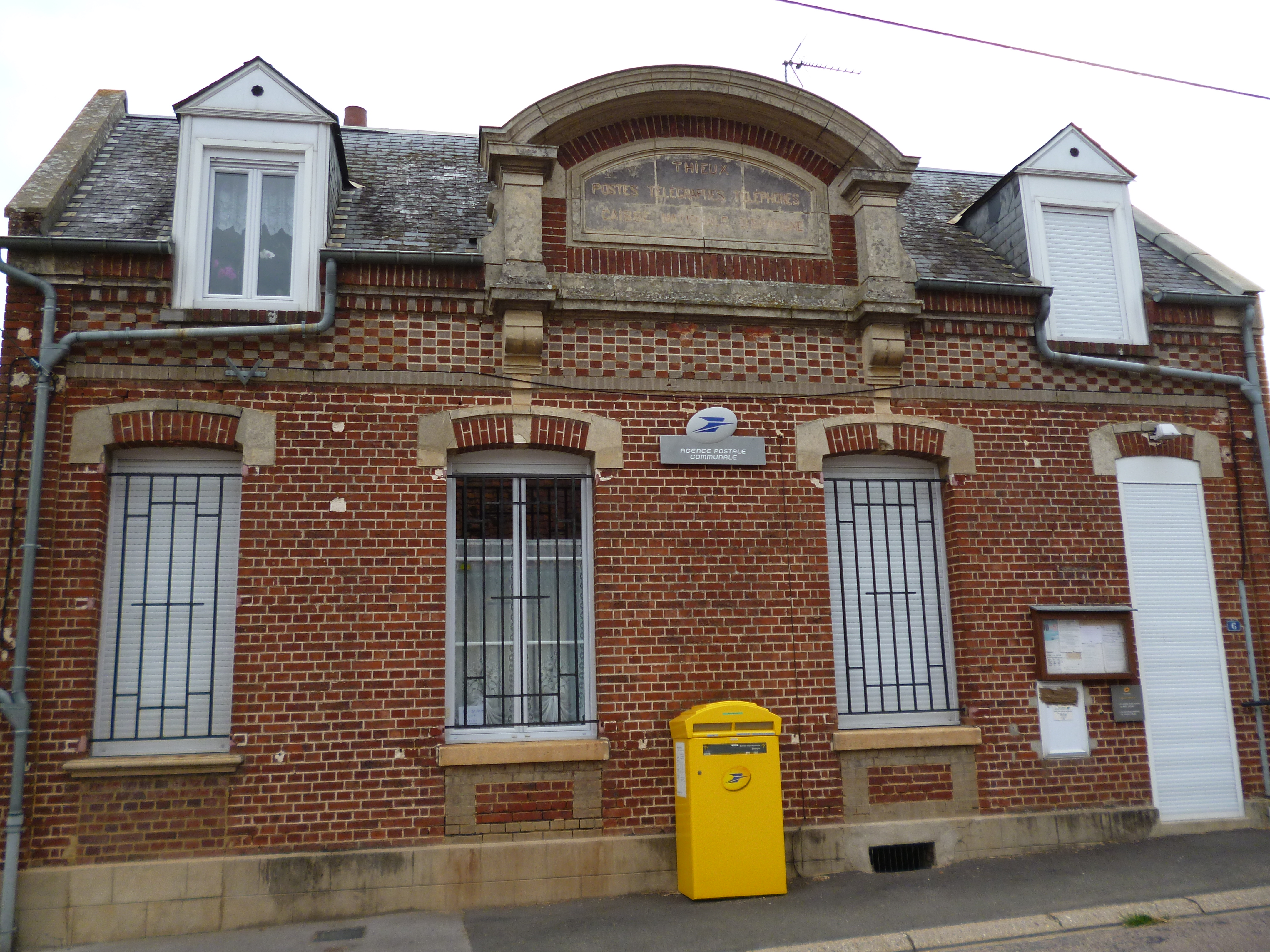
L'agence postale.
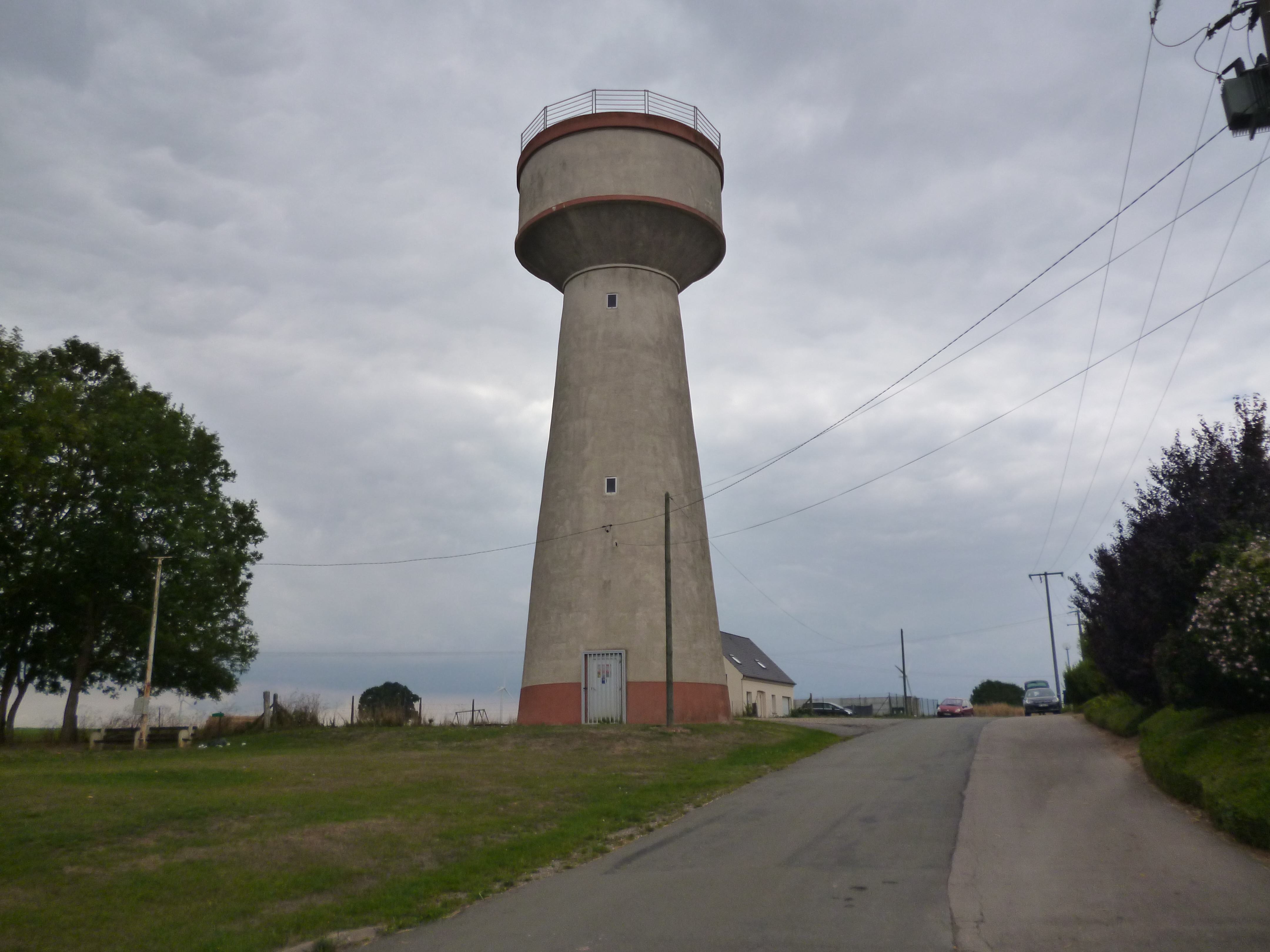
Le château d'eau de la commune.
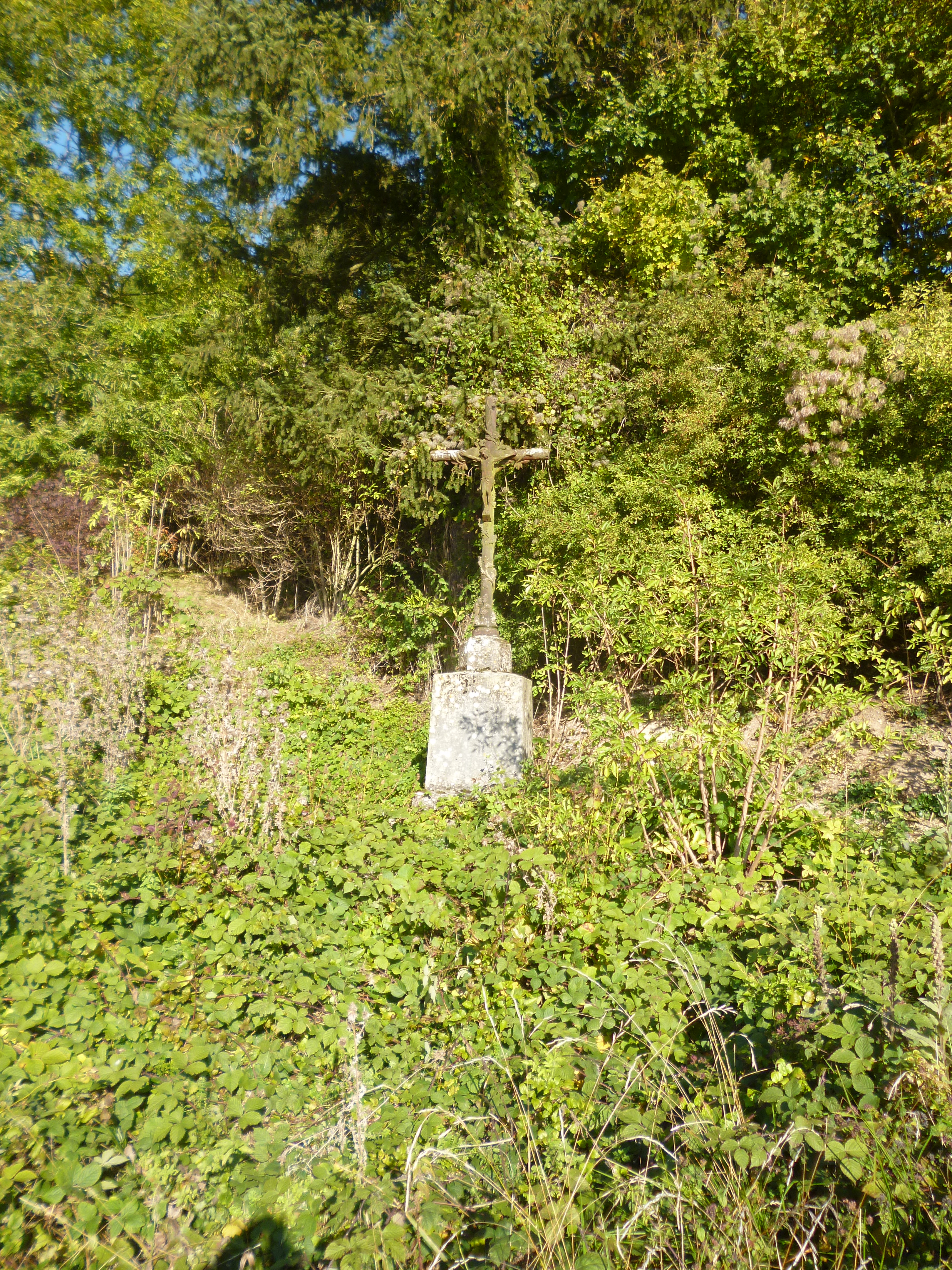
Calvaire situé dans l'ancien cimetière.